# Markwart IV
Markwart IV di Eppenstein (1010/1020 – 1076) fu conte di Viehbachgau, nel 1039 conte di Carinzia, nel 1070 margravio d'Istria-Carniola e (cosa non certa) duca di Carinzia dal 1073 alla morte.

## Biografia
Era il figlio maggiore del duca Adalberone di Carinzia († 1039) della stirpe degli Eppenstein e di Beatrice, figlia del duca di Svevia Ermanno II della stirpe dei Corradinidi.
Nel 1039, dopo la morte dell'imperatore Corrado II, gli Eppenstein ricevettero indietro dal re Enrico III tutti i loro possedimenti confiscati nel 1035 e Markwart IV, essendo conte di Carinzia, era l'effettivo sovrano della Carinzia. Intorno al 1065 fondò il castello di Treffen a circa 10 km a nord di Villach. Divenne margravio d'Istria-Carniola nel 1070, partecipò ad una spedizione contro l'Ungheria con il re Enrico IV nel 1072 e divenne duca di Carinzia alla fine del 1072 dopo la deposizione del duca di Zähringen Bertoldo a seguito del suo coinvolgimento nella ribellione dei Sassoni. Nel 1067 divenne Vogt di Bressanone e nel 1074 di Aquileia. Fondò l'abbazia di St. Lambrecht, ne assunse il baliato e morì nel 1076.
Markwart e sua moglie Liutbirg sono sepolti nella chiesa di St. Martin im Greut (Greith), a est di Egna, secondo una tradizione tuttora presente nell'abbazia di St. Lambrecht. Liutbirg vi avrebbe fondato un monastero femminile.

## Famiglia e figli
Dal 1045/50 Markwart fu sposato con Liutbirg, figlia del conte Liutoldo II di Plain († prima del 1103). Essi ebbero:
- Liutpoldo (intorno al 1045/50-12 maggio 1090);
- Enrico III (intorno al 1050-4 dicembre 1122);
- Markwart († prima del 16 giugno 1076);
- Ulrico († 21 dicembre 1121), abate di San Gallo (1077) e poi patriarca di Aquileia (1085);
- Ermanno (* intorno al 1055; † 1087), anti-vescovo di Passavia (1085-1087).